# Liste der Biografien/Straw
Liste der Biografien |
Portal Biografien |
Personensuche
# |
A |
B |
C |
D |
E |
F |
G |
H |
I |
J |
K |
L |
M |
N |
O |
P |
Q |
R |
S |
T |
U |
V |
W |
X |
Y |
Z |
?
 
Sa |
Sb |
Sc |
Sd |
Se |
Sf |
Sg |
Sh |
Si |
Sj |
Sk |
Sl |
Sm |
Sn |
So |
Sp |
Sq |
Sr |
Ss |
St |
Su |
Sv |
Sw |
Sy |
Sz
 
Sta |
Ste |
Sth |
Sti |
Stj |
Stl |
Sto |
Str |
Sts |
Stt |
Stu |
Stv |
Stw |
Sty
 
Stra |
Strb |
Stre |
Strg |
Stri |
Strl |
Strm |
Strn |
Stro |
Strp |
Stru |
Stry |
Strz
 
Straa |
Strab |
Strac |
Strad |
Strae |
Straf |
Strag |
Strah |
Strai |
Straj |
Strak |
Stral |
Stram |
Stran |
Strap |
Stras |
Strat |
Strau |
Strav |
Straw |
Strax |
Stray |
Straz
Die Liste der Biografien führt alle Personen auf, die in der deutschsprachigen Wikipedia einen Artikel haben. Dieses ist eine Teilliste mit 11 Einträgen von Personen, deren Namen mit den Buchstaben „Straw“ beginnt.

## Straw
- Straw, Ezekiel A. (1819–1882), US-amerikanischer Politiker
- Straw, Jack (* 1946), britischer Politiker (Labour), Mitglied des House of Commons

### Strawb
- Strawberry, Darryl (* 1962), US-amerikanischer Baseballspieler und -trainer
- Strawbridge, James Dale (1824–1890), US-amerikanischer Politiker

### Strawe
- Strawe, Christoph (* 1948), deutscher Anthroposoph, Sozialwissenschaftler, Reformpädagoge, Vorsitzender des MSB Spartakus

### Strawi
- Strawinski, Fjodor Ignatjewitsch (1843–1902), ukrainisch-russischer Opernsänger (Bass)
- Strawiński, Stanisław, polnischer Adliger, Partiot und Teilnehmer der Konföderation von Bar
- Strawinsky, Igor (1882–1971), russisch-französisch-US-amerikanischer KomponistIgor Strawinsky (1882–1971)

Igor Strawinsky (1882–1971)

- Strawinsky, Théodore (1907–1989), russischer Kunstmaler

### Straws
- Strawson, Galen (* 1952), britischer Philosoph
- Strawson, Peter (1919–2006), britischer Philosoph